# Социалистическа партия на Албания
Социалистическата партия на Албания (на албански: Partia Socialiste e Shqipërisë) е албанска политическа партия, идентифицираща се като лявоцентристка и социалдемократическа. Основана е през 1991 година след разтурянето на Албанската партия на труда. За неин пръв председател е избран Фатос Нано.
След общите избори през 1997 година получава властта в страната, след политическа криза. На изборите през 2001 печели 73 места в парламента и формира правителство. Губи изборите на 3 юли 2005 година, отстъпвайки на Демократическата партия на Албания и съюзниците ѝ. След изборите, проведени през 2009 година, е основна опозиционна сила в страната. Настоящият ѝ председател, Еди Рама, е назначен на този пост през 2005 година.